# Pareclectis adelospila
Pareclectis adelospila är en fjärilsart som beskrevs av Lajos Vári 1961. Pareclectis adelospila ingår i släktet Pareclectis och familjen styltmalar. Inga underarter finns listade i Catalogue of Life.